# Turba

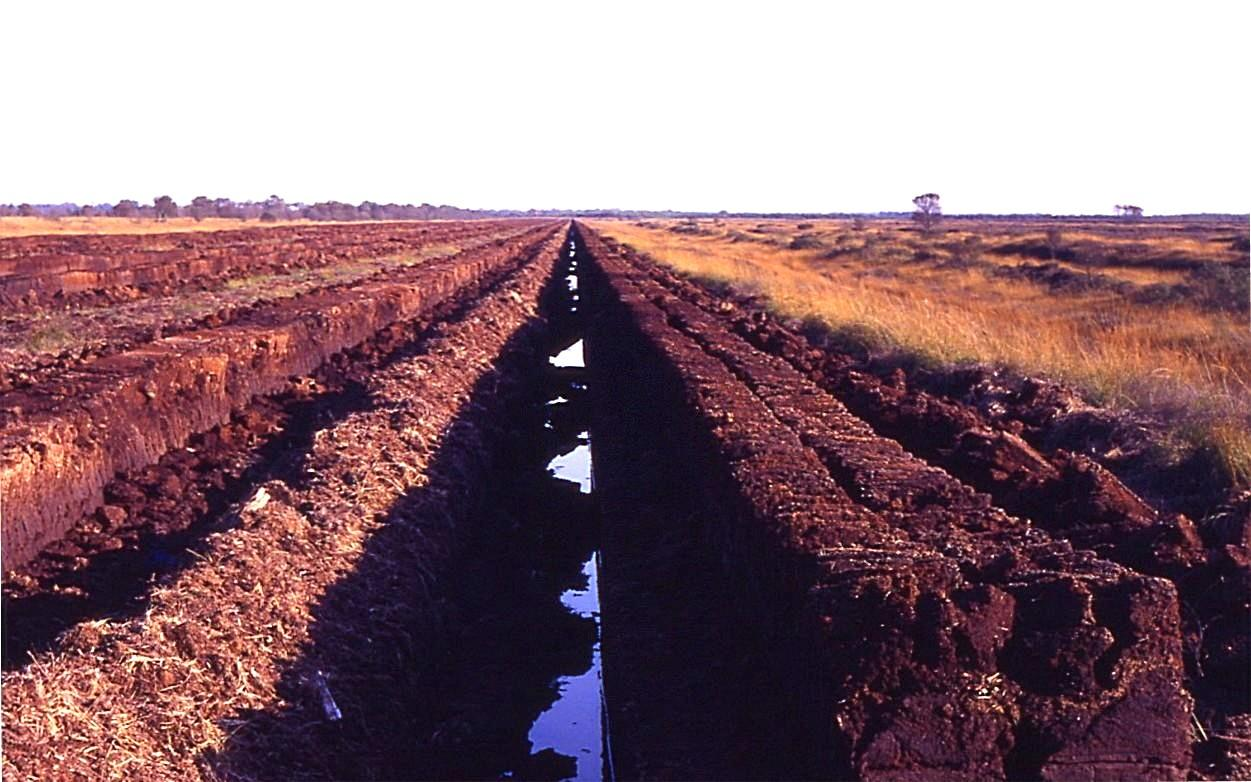
Turba en Frisia oriental.

La turba es un material orgánico, de color pardo oscuro y rico en carbono. Está formada por una masa esponjosa y ligera en la que aún se aprecian los componentes vegetales que la originaron. Se emplea como combustible y en la obtención de abonos orgánicos.
La turba es un producto mineral. En jardinería a menudo se confunde la turba con el compost, que es materia orgánica fertilizante. Ambas son muy diferentes ya que a la turba le faltan ciertos nutrientes, como nitrógeno, fósforo y potasio. La venta de turba o productos mezclados con turba se debe a que suele resultar más rentable la importación de turba a que las empresas que comercian con sustratos compren y produzcan el compost. Algunos científicos y expertos en jardinería han propuesto que se prohíban los productos con turba porque se trataría de un producto engañoso y además muy dañino para el ecosistema, ya que su extracción requiere "el destrozo de valiosos ecosistemas de turbera para cultivar flores ornamentales" y que "constituye un absurdo e innecesario saqueo ambiental".
La turba no es una fuente de energía renovable, debido a que su tasa de extracción en los países industrializados supera con creces su lenta tasa de crecimiento de 1 mm por año, y también debido a que el nuevo crecimiento de la turba tiene lugar solo en el 30-40% de las turberas. Siglos de quema y drenaje de turba por parte de los humanos han liberado una cantidad significativa de CO2 a la atmósfera, y se necesita mucha restauración de las turberas para ayudar a limitar el cambio climático.

## Formación de la turba
La formación de turba constituye la primera etapa del proceso por el que la vegetación se transforma en carbón mineral. Se forma como resultado de la putrefacción y carbonificación parcial de la vegetación en el agua ácida de pantanos, marismas y humedales. La formación de una turbera es generalmente lenta como consecuencia de una escasa actividad microbiana, debida a la acidez del agua o la baja concentración de oxígeno. El paso de los años va produciendo una acumulación de turba que puede alcanzar varios metros de espesor, a un ritmo de crecimiento que se calcula de entre 10 y 50 centímetros cada cien años.
Las turberas son pantanos lacustres de origen glaciar que actualmente están repletas de material vegetal más o menos descompuesto y que conocemos como turba de agua dulce. La turba se acumula debido a que la putrefacción de la materia vegetal es muy lenta en climas fríos. La materia vegetal que se acumula por debajo del nivel del agua de un lago está en unas condiciones de continua saturación y de poca disponibilidad de oxígeno, fomentando así la actividad de los transformadores. En estas formaciones tenemos un suelo de tipo histosol.

## Tipos
Se pueden clasificar en dos grupos:
- Las turbas rubias  (esfagno) tienen un mayor contenido en materia orgánica y están menos descompuestas.
- Las turbas negras tienen un menor contenido en materia orgánica y están más mineralizadas.

## Distribución geográfica de las turberas
En un artículo ampliamente citado, Joosten y Clarke (2002) describieron las turberas como el más extendido de todos los tipos de humedales del mundo, representando entre el 50 y el 70% de los humedales mundiales. Cubren más de 4 millones de km2  o el 3% de la superficie terrestre y de agua dulce del planeta. En estos ecosistemas se encuentra un tercio del carbono del suelo del mundo y el 10% de los recursos mundiales de agua dulce. Estos ecosistemas se caracterizan por la capacidad única de acumular y almacenar materia orgánica muerta de Sphagnum y muchas otras especies no musgosas, en forma de turba, en condiciones de saturación de agua casi permanente. Las turberas están adaptadas a las condiciones extremas de alto contenido de agua y bajo contenido de oxígeno, de elementos tóxicos y baja disponibilidad de nutrientes para las plantas. La composición química del agua varía de alcalina a ácida. Las turberas están presentes en todos los continentes, desde las zonas tropicales hasta las boreales y árticas, desde el nivel del mar hasta las condiciones alpinas.

PEATMAP es un shapefile SIG que muestra la distribución de las turberas en todo el mundo.

Una estimación más reciente de un mapa mundial de turberas mejorado, PEATMAP, basado en un metaanálisis de información geoespacial a escala mundial, regional y nacional, sitúa la cobertura mundial ligeramente por encima de los inventarios anteriores de turberas en 4,23 millones de kilómetros cuadrados (1,63 millones de millas cuadradas), aproximadamente el 2,84% de la superficie terrestre mundial. En Europa, las turberas se extienden por unos 515.000 km2. Cerca del 60% de los humedales del mundo están formados por turba.
Los depósitos de turba se encuentran en muchos lugares del mundo, incluidos el norte de Europa y Norteamérica. Los depósitos de turba norteamericanos se encuentran principalmente en Canadá y el norte de Estados Unidos. Algunas de las mayores turberas del mundo son las tierras bajas de Siberia Occidental, las tierras bajas de la bahía de Hudson y el valle del río Mackenzie. Hay menos turba en el hemisferio sur, en parte porque hay menos tierra. Dicho esto, la mayor turbera tropical del mundo se encuentra en África (República Democrática del Congo). Además, el vasto Páramo de Magallanes en Sudamérica (Patagonia meridional/Tierra del Fuego) es un extenso paisaje dominado por la turba. La turba se encuentra en Nueva Zelanda, Kerguelen, las islas Malvinas e Indonesia (Kalimantan -Sungai Putri, Danau Siawan, Sungai Tolak-, Rasau Jaya -Kalimantan Occidental- y Sumatra). Indonesia tiene más turberas tropicales y manglares que cualquier otro país del mundo, pero pierde 100.000 hectáreas de humedales al año.
Alrededor del 7% de todas las turberas se han explotado para la agricultura y la silvicultura. En determinadas condiciones, la turba se convertirá en carbón de lignito a lo largo de periodos geológicos de tiempo.

## Aplicaciones

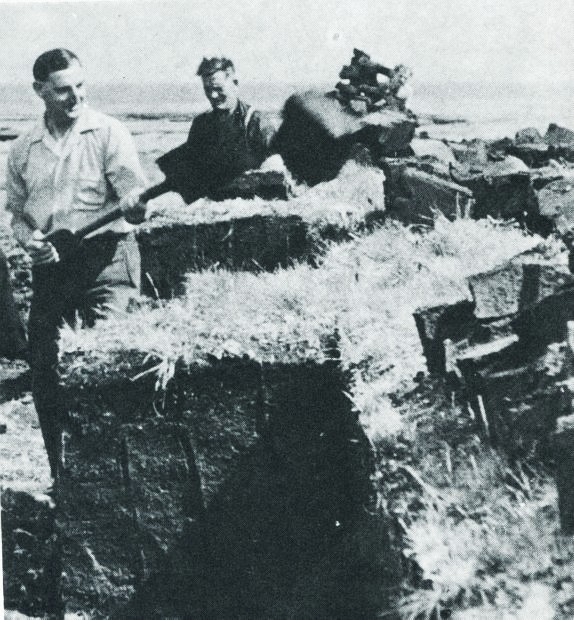
Grupo de malvinenses paleando turba hacia los años 1950. La turba era la única forma de combustible utilizada en las islas Malvinas hasta la llegada de las empresas argentinas YPF y Gas del Estado.

### Jardinería
En estado fresco alcanza hasta un 98 % de humedad, pero una vez desecada puede usarse como combustible.
La turba también se usa en jardinería para mejorar suelos por su capacidad de retención de agua. Es más frecuente el uso de turbas rubias en cultivo sin suelo, debido a que las negras tienen una aireación deficiente y unos contenidos elevados en sales solubles. Las turbas rubias tienen un buen nivel de retención de agua y de aireación, pero son muy variables en cuanto a su composición ya que depende de su origen. La inestabilidad de su estructura y su alta capacidad de intercambio catiónico interfieren en la nutrición vegetal, al presentar un pH que oscila entre 3,5 y 8,5. Se emplea en la producción ornamental y de plántulas. 

### En la elaboración del whisky
La turba negra se utiliza en algunas zonas de Escocia para el secado de los ingredientes del whisky, al que da un aroma único. Son suelos carbonosos que se han formado como resultado de una descomposición libre de oxígeno de las plantas muertas. La turba natural es ácida y contiene mucha agua. Posee compuestos químicos que se usan para el tratamiento de la piel. Oscila entre los 5 y los 8 grados Celsius de temperatura.

### Agricultura
En Suecia, los agricultores utilizan la turba seca para absorber los excrementos del ganado que pasa el invierno en el interior. La propiedad más importante de la turba es que retiene la humedad en el suelo de las macetas cuando está seco e impide que el exceso de agua mate las raíces cuando está húmedo. La turba puede almacenar nutrientes aunque no es fértil en sí misma - es polielectrolítica con una alta capacidad de intercambio iónico debido a su lignina oxidada. Desde 2003, el Real Jardín Botánico de Kew (Royal Botanic Gardens) (Inglaterra) desaconseja la turba como enmienda del suelo. Aunque las mezclas de tierra para macetas sin turba a base de corteza están aumentando, sobre todo en el Reino Unido, la turba sigue siendo una materia prima importante[cita requerida] para la horticultura en otros países europeos, Canadá y partes de Estados Unidos.

### Acuarios de agua dulce
La turba se utiliza a veces en acuarios de agua dulce. Es más frecuente en sistemas fluviales de aguas blandas o negras, como los que imitan la cuenca del río Amazonas. Además de ser de textura blanda y, por tanto, adecuada para especies demersales (que viven en el fondo) como el siluro Corydoras, se sabe que la turba tiene otras funciones beneficiosas en los acuarios de agua dulce. Ablanda el agua al actuar como intercambiador de iones; también contiene sustancias beneficiosas para las plantas y para la salud reproductiva de los peces. La turba puede impedir el crecimiento de algas y matar microorganismos. La turba suele teñir el agua de amarillo o marrón debido a la lixiviación de los taninos.

### Balneoterapia
La turba se utiliza mucho en balneoterapia (baños para tratar enfermedades). Muchos tratamientos balnearios tradicionales incluyen la turba como parte de los peloides. Estos tratamientos de salud tienen una larga tradición en países europeos como Polonia, la República Checa, Alemania y Austria. Algunos de estos antiguos balnearios datan del siglo XVIII y siguen activos en la actualidad. Los tipos más comunes de aplicación de la turba en balneoterapia son los lodos de turba, las cataplasmas y los baños en suspensión.

## Turberas en España
Una de las mejores turberas de España se encuentra en el norte de Galicia, en la Sierra del Gistral. En el parque nacional de las Tablas de Daimiel (Castilla-La Mancha) en 2009 se declaró un incendio «subterráneo» a causa de la autocombustión de la turba de los terrenos secos, antes inundados.

## Turberas en Argentina y Chile

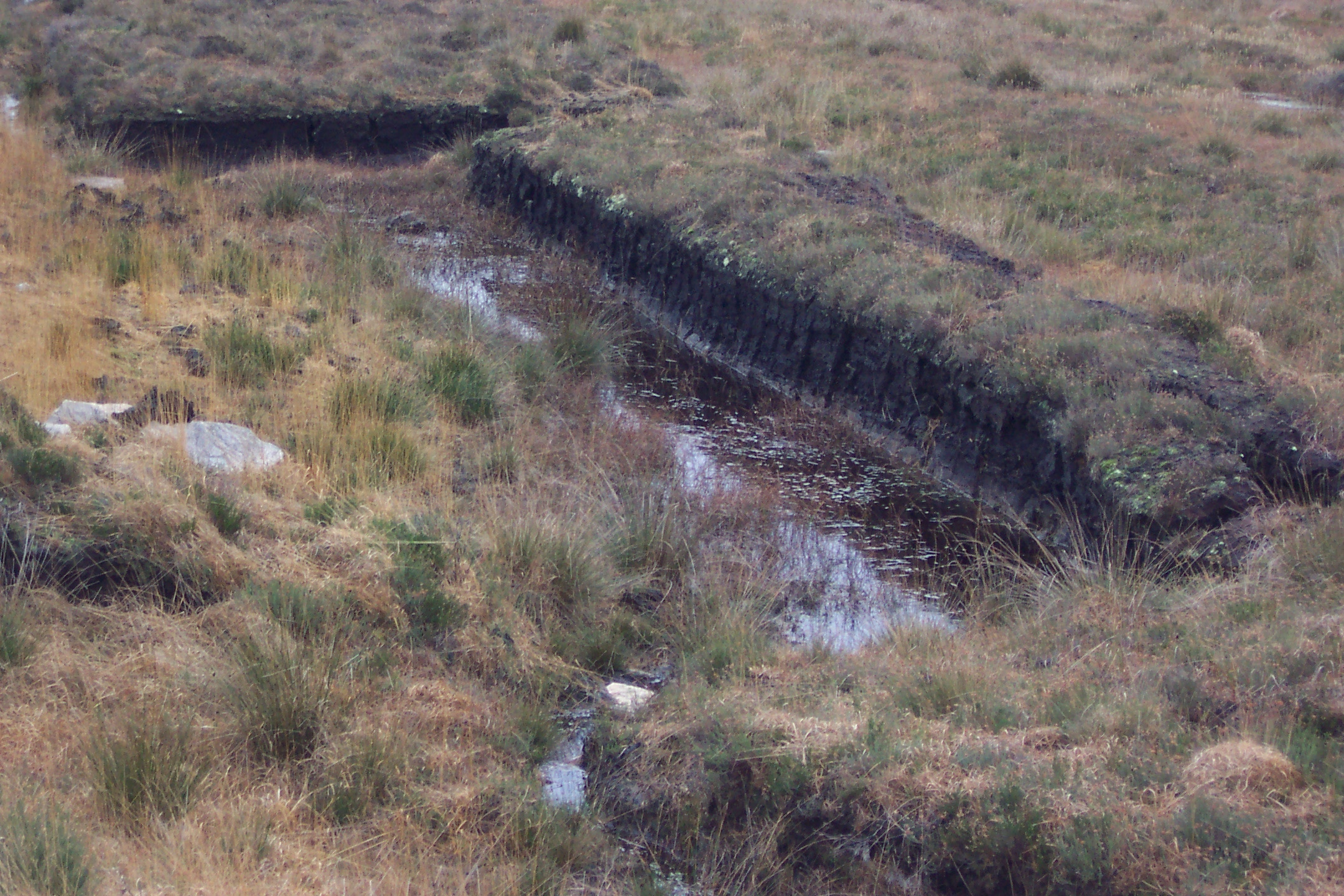
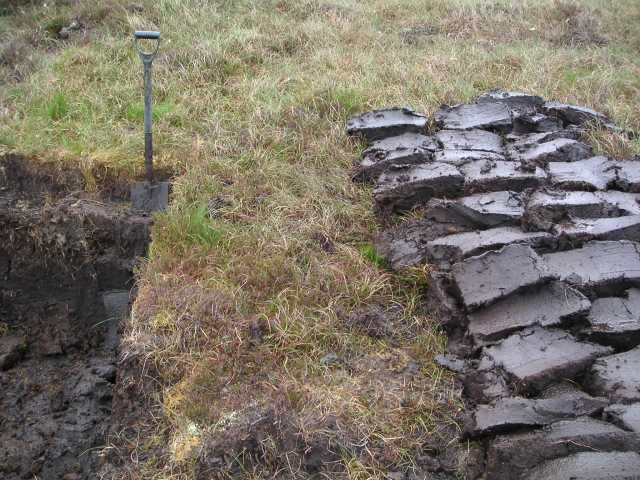
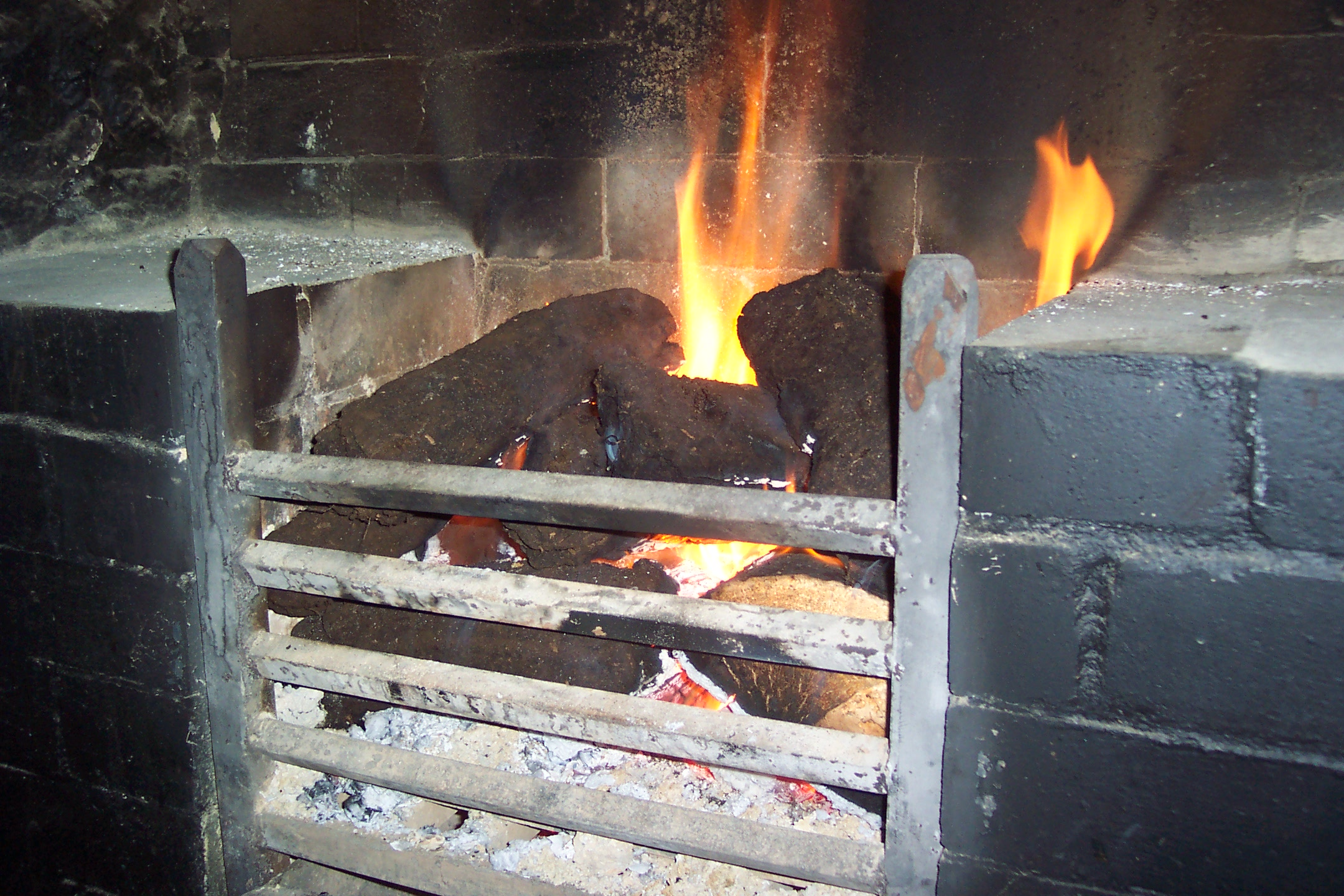

Por otro lado, en el extremo sur de América, más específicamente en la Isla Grande de Tierra del Fuego, Chile y Argentina, se pueden encontrar grandes extensiones de turba. Estudios geológicos e hídricos de instituciones de Tierra del Fuego afirman que el 65 % de la superficie de la isla está cubierto por esta vegetación y que, debido a sus propiedades de oxigenación, este lugar geográfico sería de los poseedores del aire más limpio del planeta.